# 拉巴罗尼
拉巴罗尼（法語：La Baronnie，法語發音：[la baʁɔni]）是法国厄尔省的一个市镇，属于埃夫勒区。该市镇于2016年由原市镇加朗西耶尔和凯西尼合并而成。

## 地名
“拉巴罗尼”（La Baronnie）一名在法语中意为“男爵领地”，这里的男爵指的是加朗西耶尔的让一世，其效力于法兰西的伊莎贝拉，1406年获封勒皮塞男爵。

## 地理
拉巴罗尼（48°57'28"N, 1°15'58"E）面积11.22 平方千米，位于法国诺曼底大区厄尔省，该省份为法国北部内陆省份，北起滨海塞纳省，西接奧恩省和卡爾瓦多斯省，南至厄尔-卢瓦省，东临瓦兹省、瓦兹河谷省和伊夫林省。
与拉巴罗尼接壤的市镇（或旧市镇、城区）包括：拉福雷迪帕尔克、普雷、圣日耳曼德弗雷内、勒瓦勒达维德、弗雷内、圣安德烈德勒尔、圣吕克。
拉巴罗尼的时区为UTC+01:00、UTC+02:00（夏令时）。

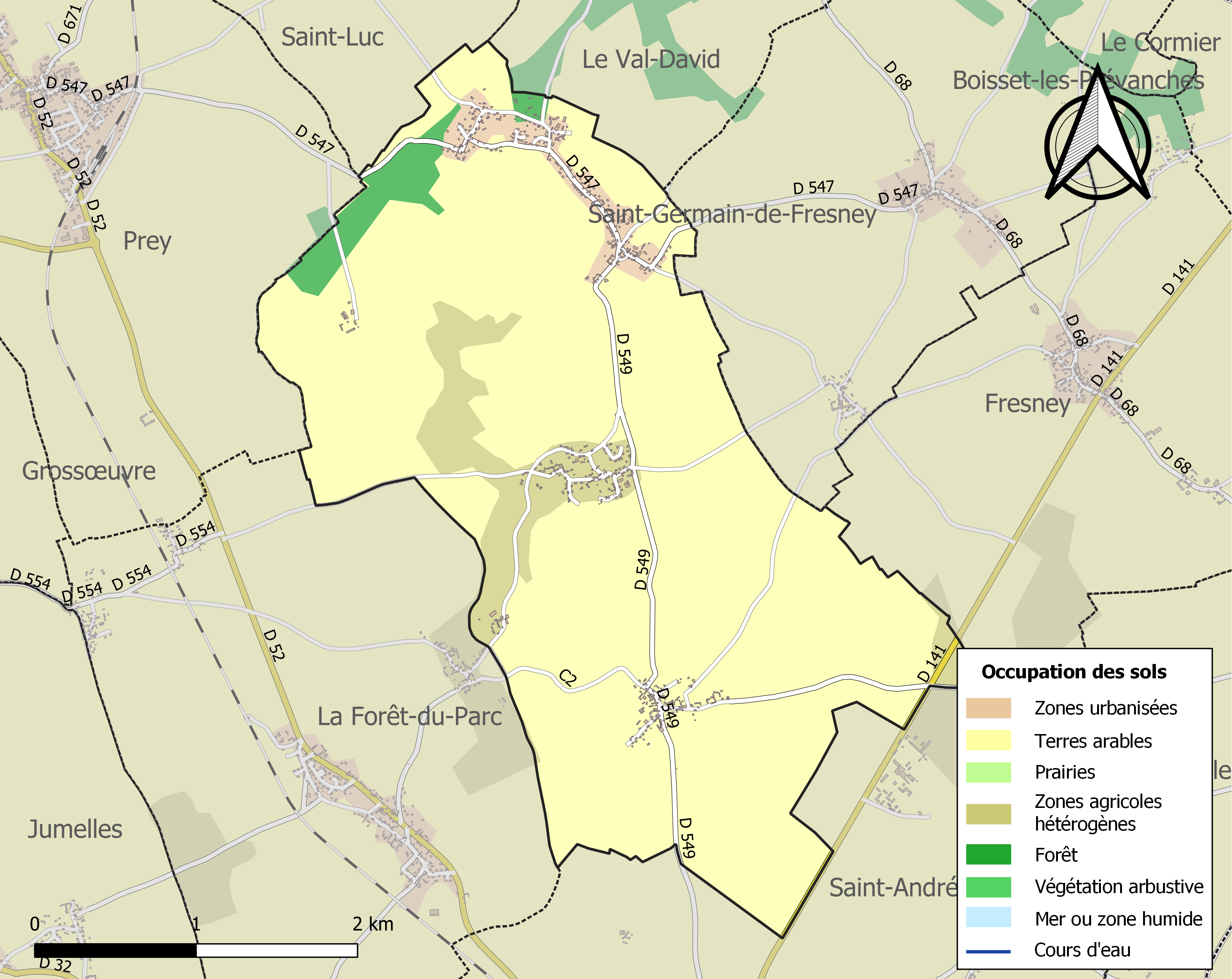
拉巴罗尼的OSM定位图

## 行政
拉巴罗尼的邮政编码为27220，INSEE市镇编码为27277。

## 政治
拉巴罗尼所属的省级选区为圣安德烈德勒尔县。

## 人口
拉巴罗尼于2022年1月1日时的人口数量为760人。